# Зонд-1
Зонд 1 — космический аппарат советской программы Зонд. Второй советский исследовательский космический аппарат, пролетевший мимо Венеры, однако ко времени пролёта связь с ним была потеряна. Он нёс сферическую посадочную капсулу размером 90 см, содержащую инструменты для химического анализа атмосферы Венеры, измерения гамма-излучения поверхностных пород, фотометр, термометр и манометр, а также датчик качания в случае, если аппарат сядет на воду.

## История
Три предыдущих советских планетных зонда были потеряны из-за неисправности разгонных блоков, но расследование показало, что проблема была легко решаема. Космический аппарат 3МВ-1 № 4 был запущен 2 апреля 1964 года с космодрома Байконур, и на этот раз ракета-носитель отработала безупречно.
Однако во время фазы ускорения медленная утечка из треснувшего стекла одного из датчиков вызвала потерю давления воздуха в отсеке электроники. Это было серьёзной проблемой, поскольку советская электроника в то время была сделана на электронных лампах, которые перегревались без воздушного охлаждения. Несвоевременная команда наземного управления включила его радиосистему, в то время как внутри всё ещё была разреженная атмосфера, что привело к короткому замыканию электроники из-за разряда. Главный конструктор Сергей Королёв был расстроен неудачно выполненным заданием и потребовал от ОКБ-1 более строгого контроля качества, в том числе рентгеновских снимков на утечки давления.
К середине апреля электроника в главном космическом корабле полностью вышла из строя, и передача сигналов прекратилась, но связь через посадочный модуль всё ещё могла осуществляться, и были получены измерения космического излучения и данные со спектрометра атомарного водорода. Однако к 14 мая связь полностью прекратилась. 14 июля 1964 года космический аппарат прошёл в 100 000 км от Венеры.
Аналогичная конструкция посадочной капсулы использовалась на «Венере-3».